# زمین‌لرزه ۱۹۶۵ چین
زمین‌لرزه چین  در تاریخ ۱۳ نوامبر ۱۹۶۵ میلادی، برابر با ‎۲۲ آبان ۱۳۴۴، ساعت ۴:۳۳:۵۴ به زمان یوتی‌سی در چین رخ داد. ژرفای این زلزله ۵۱٫۱ کیلومتر بود. بزرگی آن ۷ در مقیاس ریشتر اعلام شده‌است. زمین‌لرزه به وقت محلی در روز شنبه، حدود ساعت ۱۲ روی داده و منطقه زمانی آن یوتی‌سی +۸ بوده‌است .
سازمان زمین‌شناسی آمریکا نیز جای این زمین‌لرزه را در مختصات ۴۳°۵۴′شمالی ۸۷°۴۸′شرقی / ۴۳٫۹°شمالی ۸۷٫۸°شرقی و بزرگی آنرا برابر با ۶٫۶ در مقیاس ریشتر اعلام کرده‌است. 
شمار کشتگان زلزله حدود ۷ نفر بوده‌است. تعداد زخمیان ۴۰ نفر برآورد شده‌است.